# Niklas Lomb
Niklas Uwe Bernd Lomb (sinh ngày 28 tháng 7 năm 1993) là một cầu thủ bóng đá chuyên nghiệp người Đức thi đấu ở vị trí thủ môn cho câu lạc bộ Bayer Leverkusen tại Giải bóng đá vô địch quốc gia Đức.

## Danh hiệu
Bayer Leverkusen
- Bundesliga: 2023–24
- DFB-Pokal: 2023–24[3]